# Isidre Roselló i Vilella
Isidre Roselló i Vilella (1880 - 1939) fou un compositor de música de revista vinculat al Teatre Còmic, Teatre Nou i Teatre Victòria del Paral·lel barceloní a les dècades 20 i 30 del segle passat. També fou mestre director i concertador d'espectacles.
L'any 1926 amb motiu del XXè Congrés Internacional de Tramvies, de Ferrocarrils d'interès local i de Transports públics automòbils. Va dirigir al Gran Teatre del Liceu de Barcelona les sarsueles Maruxa i La Dolores de Amadeu Vives i Tomás Bretón respectivament.

## Obra dramàtica musical
- De Colón a Canaletas
- Abajo el telón o ¡Té, l'últim que em queda!
- El debut de Consuelillo
- Pim-pam-pum o También los del Paralelo quieren tener su revue
- Las mujeres de todos
- El cafè Novedades o La de las perlas
- No hi ha res com Barcelona!
- La lepra
- Fiat-lux
- Vuala Revue!
- Cleopatra
- Venus genitrix
- Todo a cero sesenta y cinco
- Una mujer y un cantar
- Tots al front o Els almogàvers d'avui
- El enemigo
- Fray Jerónimo, estrenada al Teatre Nou, el 16 de febrer de 1935.